# Scienza della traduzione
La scienza della traduzione è un ambito interdisciplinare cui afferiscono elementi delle scienze sociali e umanistiche; concerne lo studio della teoria, la descrizione e le applicazioni pratiche dell'interpretariato e traduzione.
In una prospettiva semiotica, può essere definita come la disciplina scientifica che studia tutte le trasformazioni semiotiche dal prototesto al metatesto (ovvero il processo traduttivo). In questo senso, si differenzia dalla traduzione come attività, dalla traduzione come prodotto o metatesto e dalla teoria della traduzione, che ha carattere normativo anziché descrittivo e non è quindi una disciplina scientifica. Tra le trasformazioni considerate, la traduzione intralinguistica, interlinguistica, intersemiotica, intertestuale, metatestuale, intratestuale, intestuale.
Come scienza interdisciplinare, prende in prestito dai differenti campi di studi che sostengono la traduzione. Questi comprendono la letteratura comparata, l'informatica, la storia, la linguistica, la filologia, la filosofia, la semiotica, la terminologia, la lessicologia.
La disciplina viene denominata translation studies nella tradizione anglosassone, traductologie in quella francofona e Translatologie o Translationswissenschaft nei paesi di lingua tedesca. 
In numerose lingue ci si riferisce a questo insieme di teorie anche con il termine traduttologia, uso considerato erroneo in quanto basato sul nome francese della disciplina, la traductologie, invalso dal 1972.

## Problemi della traduzione
Idealmente un traduttore sceglie quelle strategie traduttive nella lingua d'arrivo che un madrelingua utilizzerebbe nella stessa situazione comunicativa. Nella rappresentazione contemporanea della figura traduttiva, si utilizza sovente il termine di mediatore o localizzatore culturale o linguistico. Una mediazione è la via per l'adeguamento di un messaggio da un contesto ad un altro, da un codice all'altro, da un paradigma all'altro. Lo stesso schema linguistico di Roman Jakobson prevede una minima parte delle diverse caratterizzazioni che negli ultimi 60 anni sono state prese in causa per la buona riuscita di un processo traduttivo.
Non sempre una parola nella lingua di partenza può essere sostituita perfettamente con una parola nella lingua di arrivo (a causa di diverse reti semantiche tra le varie culture), spesso, inoltre, devono essere trasposte unità di senso più grandi (ad esempio proverbi, formule di cortesia, ecc.). La scelta dell'unità traduttiva corretta è quindi una delle tecniche a cui i traduttori si devono adeguare. Spesso nella lingua di partenza vi sono parole mancanti nella lingua di arrivo (per esempio in svedese non c'è nessun iperonimo per nonno, ma solo nonno materno, morfar, e nonno paterno, farfar). Anche nella sintassi o nella preferenza di costruzioni con complementi di tempo o con sostantivi vi sono differenze. Quando il traduttore traspone le strutture della lingua di partenza in maniera determinata nella lingua di arrivo, la traduzione sembra in queste circostanze non idiomatica. La frase idiomatica inglese "it's nice and warm", che significa "c'è bel tempo", potrebbe essere tradotta nella forma poco armoniosa "è bello e caldo". Allo stesso modo "to go and buy" si traduce con "andare a comprare" e non con "andare e comprare". Nella traduzione vi sono quindi anche problemi di stilistica.
Accanto alle differenze linguistiche devono essere considerati anche il tipo di testo, il fine e i destinatari della traduzione, poiché un saggio scientifico ha una diversa formulazione ed è più preciso rispetto ad una rubrica giornalistica.
Talvolta il principio secondo il quale la traduzione deve contenere un modo di esprimersi che utilizzerebbe un madrelingua può non essere realizzato, ad esempio con nomi propri e circostanze di fatto che non esistono nella lingua di arrivo. Inoltre ci si domanda se deve trapelare la cultura di partenza, tentando di riprodurre la ritmica e l'influenza di un testo. Un ulteriore interrogativo è come si maneggiano errori nel testo sorgente o unità di misura che non esistono nell'ambito della lingua di arrivo.
Così la traduzione tecnica si attiene in modo esemplificativo al principio della lingua madre e a quello del paese destinatario, mentre per la traduzione di romanzi di regola si preserva, per quanto possibile, lo sfondo culturale della lingua di partenza.
Uno dei maggiori apporti fu dato da Schleiermacher che, in particolare, introdusse concetti innovativi come quello di considerare una lingua come "visione del mondo" del popolo che la parla: fondamentale per la comprensione del discorso non è l'oggetto specifico, ma il modo in cui il pensiero di un individuo si esprime in lingua. Per comprendere la singola espressione è necessario conoscere il contesto totale: la parola deve essere inserita nella frase, la frase nel capitolo, questo nel volume e il volume nell'opera dell'autore. Per fare tutto ciò, tuttavia, è inevitabile partire dalla comprensione delle singole parti per poi arrivare al tutto. La forma stessa dell'oggetto linguistico da tradurre è di primaria importanza, specie in poesia.
Secondo quanto dice Schleiermacher nello Über die verschiedenen Methoden des Übersetzens, inoltre, sono solo due i cammini che il traduttore può intraprendere, o meglio, far intraprendere; è, quindi, al traduttore che rimane la scelta tra il lasciare lo scrittore il più tranquillo possibile e far sì che sia il lettore ad andargli incontro, o, al contrario, lasciare il lettore il più sereno possibile e far sì che sia lo scrittore a dirigersi verso il mondo linguistico di questi. Rispondendo alla domanda: dico ciò che l'autore ha detto o dico quanto egli intendeva esprimere? Nel primo caso la traduzione è più o meno letterale e il lettore deve interpretarne il senso, mentre nel secondo caso l'interpretazione è fatta dal traduttore e il lettore del testo tradotto riceve un lavoro più comprensibile ma meno fedele all'originale. Nel primo caso c'è il rischio di perdere il concetto che l'autore voleva realmente esprimere, nel secondo caso c'è il rischio di presentare il punto di vista del traduttore e non quello dell'autore. Per Schleiermacher, chi si appresta a una traduzione deve assolutamente scegliere fra uno di questi due metodi.

## Implicazioni filosofiche
La traduzione è un tema dell'ermeneutica, della filosofia del linguaggio e della gnoseologia.
L'ermeneutica tematizza il fenomeno della traduzione come esperienza della distanza e diversità. Anche il rapporto tra ermeneutica e tradizione spesso include la necessità della traduzione. Eppure diversi filosofi hanno rilevato che il traduttore rimane sempre entro il suo orizzonte, nel quale deve ordinare il prodotto del suo sforzo traduttivo. Di conseguenza una semplice trasposizione del contenuto del testo dalla lingua di partenza a quella di arrivo non è possibile. Il traduttore deve decidere se adeguare il testo alla propria lingua e tentare di celare in questo modo data estraneità, o se riprodurre questa estraneità proprio con i mezzi della propria lingua. Entrambi i metodi sono legittimi, una scelta di quale versione sia "più vicina" all'originale non si può prendere solamente attraverso un rimando alla base del testo. Un esempio sarebbe la traduzione di proverbi, per i quali o si cerca un corrispondente della propria lingua, o si traduce letteralmente per dimostrare la diversa formazione del proverbio nella lingua straniera.
Nella filosofia del linguaggio, il problema della traduzione è di interesse in virtù della tesi secondo la quale si può penetrare l'essenza della lingua, del significato e del senso proprio nel passaggio di una lingua. Ma tradurre è anche un modo privilegiato per accedere alla comprensione profonda dell'oggetto letterario, espressione e contenuto (nella loro forma e nella loro sostanza).

## Strumenti per la traduzione
La traduzione automatica (TA) è il tentativo di effettuare automaticamente delle traduzioni mediante un programma informatico senza l'aiuto umano. La qualità del testo di traduzioni così prodotte non uguaglia attualmente quella della traduzione umana. Solo testi normalizzati come ad esempio le previsioni del tempo possono essere tradotti con buoni risultati (cosa praticata nel Canada bilingue). Come soluzione provvisoria operano insieme sistemi di traduzione automatica che eseguono un'analisi dei testi da tradurre prima della traduzione stessa, per poi dare la possibilità a un operatore umano di modificare i testi sorgente incomprensibili o ambigui. Con questi sistemi la parte che interessa il traduttore umano dopo il risultato della traduzione è relativamente alta. Con la traduzione automatica si fa inoltre ricorso ad ampie banche dati terminologiche e a memorie di traduzione, cosicché il risultato raggiunga una qualità di traduzione pienamente sostenibile.
Il progresso nella traduzione professionale umana consiste nell'evoluzione degli aiuti della traduzione: banche dati terminologiche e memorie traduttive, che riconoscono automaticamente in un testo da tradurre le formulazioni che sono già state tradotte e memorizzate, e che in seguito propongono le traduzioni rilevate. Anche Internet ha contribuito al miglioramento della qualità della traduzione, dal momento che un traduttore vi può verificare se una formulazione nella lingua di arrivo è possibile e/o usuale nel tipo di testo attuale.
Nei sistemi per la traduzione assistita MAHT (Machine-Aided Human Translation) o anche nei CAT (Computer Aided Translation), un traduttore professionale utilizza una memoria di traduzione, in cui sono già memorizzate delle frasi tradotte. Per l'efficace impiego delle memorie di traduzione, un aspetto particolarmente importante è un'adatta scrittura di un testo da tradurre.

## Progetti
Su tale soggetto la DFG (Società tedesca della ricerca) alla Università Georg-August di Gottinga promosse il SFB (ambito di ricerca speciale) 309 "La traduzione letteraria" (compiuto nel 1996).